# Anthospermum ternatum
Anthospermum ternatum är en måreväxtart som beskrevs av William Philip Hiern. Anthospermum ternatum ingår i släktet Anthospermum och familjen måreväxter.

## Underarter
Arten delas in i följande underarter:
- A. t. randii
- A. t. ternatum